# HMS Zambesi (R66)
HMS Zambesi (R66/D66) là một tàu khu trục lớp Z được Hải quân Hoàng gia Anh Quốc chế tạo trong Chương trình Khẩn cấp Chiến tranh của Chiến tranh Thế giới thứ hai. Sống sót qua cuộc xung đột, nó được đưa về thành phần dự bị năm 1947, hoạt động trong những vai trò hạn chế và bị tháo dỡ năm 1959.

## Thiết kế và chế tạo
Zambesi được đặt hàng vào ngày 12 tháng 2 năm 1942 như một phần của Chi hạm đội Khẩn cấp 10. Nó được đặt lườn vào ngày 21 tháng 12 năm 1942 tại xưởng tàu của hãng Cammell Laird ở Birkenhead. Nó được hạ thủy vào ngày 21 tháng 11 năm 1943; và nhập biên chế cùng Hải quân Hoàng gia Anh vào ngày18 tháng 7 năm 1944. Con tàu được cộng đồng cư dân Bromley đỡ đầu trong khuôn khổ chiến dịch vận động gây quỹ trái phiếu chiến tranh mang tên Tuần lễ Tàu chiến.

## Lịch sử hoạt động

### Thế Chiến II
Sau một thời gian chạy thử máy và huấn luyện cùng các tàu chiến khác của Hạm đội Nhà tại Scapa Flow, Zambesi gia nhập Chi hạm đội Khu trục 2 để làm nhiệm vụ hộ tống và tuần tra tại Khu vực Tiếp cận Tây Bắc, bao gồm các hoạt động chống lại thiết giáp hạm Đức Tirpitz. Nó cũng hộ tống một số đoàn tàu Vận tải Bắc Cực cùng các hoạt động khác tại Bắc Hải và dọc theo bờ biển bán đảo Scandinavia. Khi chiến tranh sắp kết thúc, nó được bố trí cùng Hạm đội Nhà để hỗ trợ các hoạt động tái chiếm những nước bị Đức chiếm đóng trước đây, bao gồm vai trò như một tàu canh phòng.

### Sau chiến tranh
Khi chiến tranh kết thúc, Zambesi gia nhập Chi hạm đội Khu trục 4, nơi nó phục vụ cho đến năm 1947, khi nó được cho ngừng hoạt động và đưa về thành phần dự bị tại Plymouth. Nó nằm trong Hạm đội Dự bị cho đến năm 1950, cho dù trải qua một đợt tái trang bị tại Gibraltar vào năm 1948. Đến năm 1951, nó phục vụ như một tàu mục tiêu cho Chi hạm đội Tàu ngầm 3 đặt căn cứ tại Rothesay; và trong những năm 1953-1954 nó được cho tái trang bị tại Penarth trước khi lại được đưa về thành phần dự bị tại Cardiff cho đến năm 1959.
Vào năm 1959, Zambesi được đưa vào danh sách loại bỏ, và nó được bán cho hãng Thomas W. Ward Ltd để tháo dỡ. Nó được kéo đến xưởng tháo dỡ tại Briton Ferry, Wales vào ngày 12 tháng 2 1959. Chiếc chuông của con tàu được trao tặng cho nhà thờ St Cuthbert tại Portsmouth vào năm 1959, nơi nó được bảo tồn cho đến nay.